# إيفان بوكينيا
إيفان بوكينيا (بالإنجليزية: Ivan Bukenya)‏ (1 نوفمبر 1991 بكامبالا في أوغندا - ) هو لاعب كرة قدم أوغندي في مركز الدفاع. شارك مع منتخب أوغندا لكرة القدم. أما مع النوادي، فقد لعب مع نادي أربيل ونادي كايزر تشيفز وProline FC ‏.

## وصلات خارجية
- إيفان بوكينيا على موقع قاعدة بيانات كرة القدم.إي يو (الإنجليزية)
- إيفان بوكينيا على موقع ناشيونال فوتبول تيمز (الإنجليزية)
- إيفان بوكينيا على موقع Soccerway.com (الإنجليزية)